# Cantone di Saint-Pierre-des-Corps
Il Cantone di Saint-Pierre-des-Corps è una divisione amministrativa dell'arrondissement di Tours.
A seguito della riforma approvata con decreto del 18 febbraio 2014, che ha avuto attuazione dopo le elezioni dipartimentali del 2015, è passato da 1 a 2 comuni.

## Composizione
Prima della riforma del 2014 comprendeva il solo comune di Saint-Pierre-des-Corps.
Dal 2015 i comuni appartenenti al cantone sono i seguenti 2:
- Saint-Avertin
- Saint-Pierre-des-Corps